# Fasanengarten (Schonwald)
Koordinaten: 48° 40′ 35,1″ N, 8° 56′ 44,4″ O
Das Gebiet Fasanengarten ist ein mit Verordnung vom 15. Dezember 1989 durch die Körperschaftsforstdirektion Tübingen ausgewiesener Schonwald (Schutzgebiet-Nummer 200264) in Baden-Württemberg.

## Lage
Das Schutzgebiet befindet sich südlich des Böblinger Stadtteils Dagersheim. Es liegt im Stadtwald Böblingen und umfasst die Abteilung 3 (teilweise) des Distriktes V „Vorderer Wald“.

## Vegetation
Im Schonwald kommen laut Waldbiotopkartierung die folgenden Pflanzen vor:
Wald-Frauenfarn, Schatten-Segge, Gemeine Hainbuche, Großes Hexenkraut, Gemeine Hasel, Echter Wurmfarn, Rotbuche, Gemeine Esche, Waldmeister, Echte Nelkenwurz, Berg-Platterbse, Wald-Flattergras, Wald-Sauerklee, Gemeine Fichte, Wald-Rispengras, Erdbeer-Fingerkraut, Gewöhnliche Traubenkirsche, Stieleiche, Wald-Veilchen.

## Schutzzweck
Der Schutzzweck des Schonwalds ist gemäß Schutzgebietsverordnung
- Erhaltung, Pflege und Entwicklung landschaftstypischer Waldbestände (Eichen-Hainbuchen-Wald, Buchenwald);
- Die folgenden Schutz- und Pflegegrundsätze sind zu beachten: Möglichst langfristige Erhaltung der Bestände und einzelstammweise bis kleinflächige Bewirtschaftung;
- Erhaltung des seitherigen Eichenanteiles.

## Betreuung
Wissenschaftlich betreut wird der Schonwald durch die Forstliche Versuchs- und Forschungsanstalt Baden-Württemberg (BVA).